# Richard Rejala
Richard Manuel Rejala Mendoza, noto semplicemente come Richard Rejala (Asunción, 5 febbraio 1994), è un giocatore di calcio a 5 paraguaiano.

## Carriera
Con la Nazionale maschile under 20 di calcio a 5 del Paraguay Rejala ha disputato il deludente campionato sudamericano 2014, concluso dai guaraní al settimo posto. Con la nazionale maggiore ha finora partecipato a quattro edizioni della Copa América e a due Coppe del Mondo.

## Palmarès
- Coppa Libertadores: 1
Cerro Porteño: 2016